# Carl Heger
Carl Heger, född 17 april 1910, död 2 maj 2002, var en dansk skådespelare, filmregissör och teaterchef.

## Rollista i urval
- 1938 – Blaavand melder storm
- 1940 – Sørensen og Rasmussen
- 1943 – Kriminalassistent Bloch
- 1947 – Røverne fra Rold
- 1948 – Med livet som insats
- 1949 – Kampen mot orätten
- 1951 – Det sande ansigt
- 1952 – Husmandstøsen
- 1953 – Farlig ungdom
- 1955 – Altid ballade